# Björnsjön, Västerbotten
Björnsjön är en sjö i Skellefteå kommun i Västerbotten och ingår i Jävreån-Åbyälvens kustområde. Sjön har en area på 0,228 kvadratkilometer och ligger 33 meter över havet.

## Delavrinningsområde
Björnsjön ingår i det delavrinningsområde (723419-176066) som SMHI kallar för Ovan 723233-176357. Medelhöjden är 56 meter över havet och ytan är 12,69 kvadratkilometer. Det finns inga avrinningsområden uppströms utan avrinningsområdet är högsta punkten. Avrinningsområdets utflöde Kinnbäcken mynnar i havet. Avrinningsområdet består mestadels av skog (83 procent). Avrinningsområdet har 0,28 kvadratkilometer vattenytor vilket ger det en sjöprocent på 2,2 procent.